# Fachada da Casa do Senhor Venâncio
O Fachada da Casa do Senhor Venâncio é um bem tombado localizado no município de Nova Xavantina, no Mato Grosso.
A fachada foi tombada através da portaria n.° 023/2011 publicada em 31 de maio daquele ano.